# Estat nació

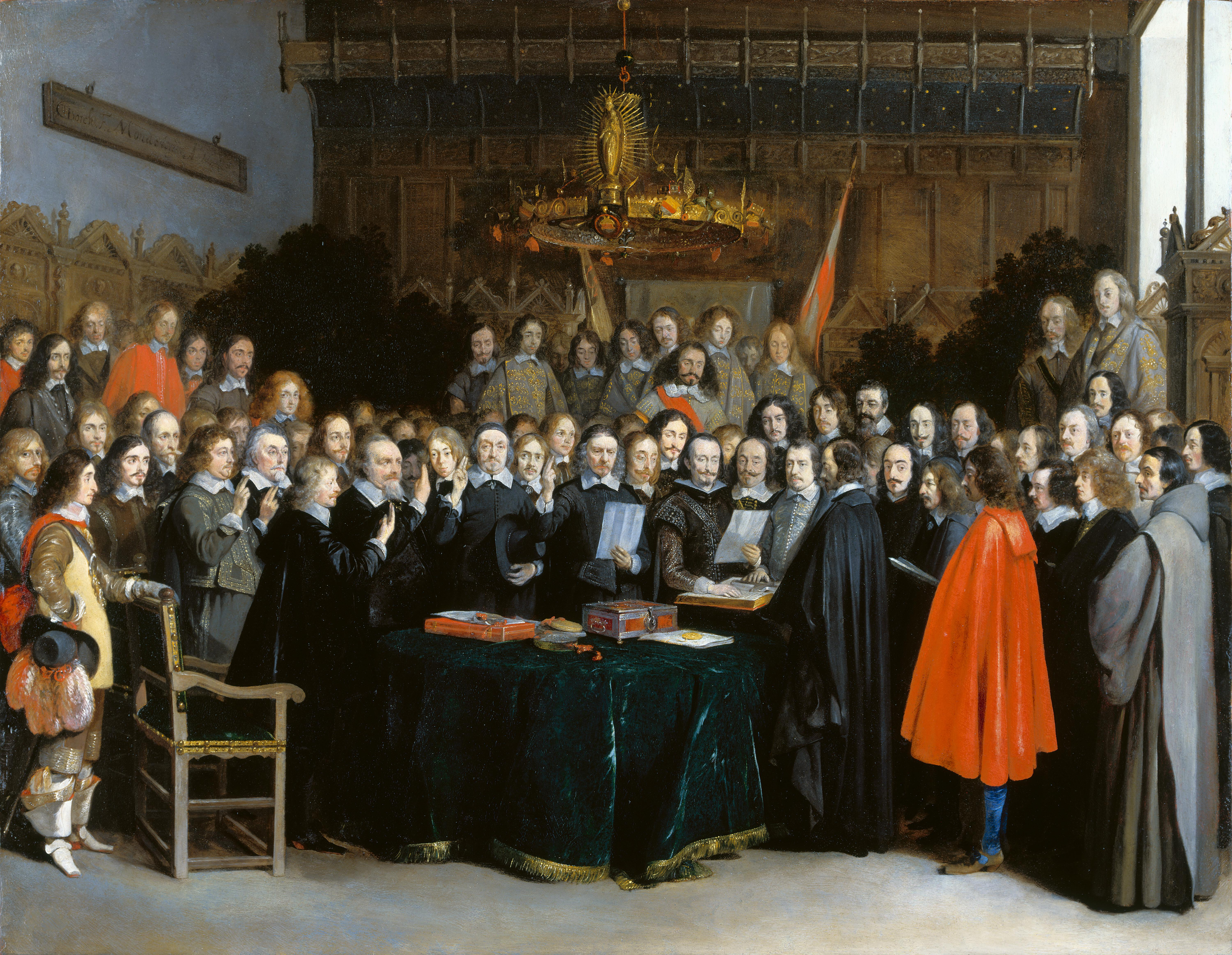
Retrat de "La Ratificació del Tractat de Münster", un dels tractats que durien a la Pau de Westfàlia, on va néixer el concepte de l'"estat nació".

L'estat nació és una entitat política formada per un estat amb qui la majoria dels seus ciutadans s'identifica a partir d'una identitat comuna basada en el concepte de nació. Es considera un concepte més precís que "país", atès que un país no necessita tenir un grup ètnic predominant.
La identitat nacional es construeix a partir de trets compartits com ara una llengua, una religió, una història de convivència o una tradició cultural. Sovint es basteix també sobre mites —un passat gloriós, unes qualitats incomparables, una suposada raça originària— o en contraposició a altres identitats nacionals. Si bé l'estat com a organització política comença a originar-se al voltant de les monarquies en els segles XIII-XVIII, la idea de nació parteix del romanticisme alemany de finals del segle xviii. En els moderns estats nació, l'autoritat política i la població es retroalimenten: la primera reforça la identitat nacional a través de les lleis, els mitjans de comunicació o els sistemes educatius i de salut; i la població nacional accepta millor així l'autoritat de l'estat i la defensa, si cal, del territori nacional. Els estats nació han perdurat en el temps, a diferència de les antigues ciutats estat, pel seu pes poblacional, però també perquè els seus ciutadans es mobilitzen per defensar-la quan és atacada. Els dos elements, territori i població, configuren la nació i aquesta, en la majoria dels casos, expressa la voluntat nacional en un parlament.
Altrament dit, un estat nació és un estat que s'identifica amb un poble i amb una llengua; és l'estat del poble X i funciona en la llengua X. En la immensa majoria de casos, els estats del món tendeixen a presentar-se com a estats nació, tot i que gairebé sempre són de composició plurinacional o multinacional i, en un grau o altre, apliquen polítiques d'absorció lingüístico-cultural envers els al·lòfons.
L'estat nació es considera que es va erigir com un mecanisme polític per a delimitar el poder i influències de les potències europees en els diferents territoris on es discutia l'hegemonia sobre els pobles. L'estat nació veu la llum, històricament, mitjançant el tractat de Westfàlia firmat el 1648, al final de la guerra dels 30 anys i que buscava una sortida a les lluites de religions iniciades per les reformes protestant. El principi bàsic d'aquest tractat és l'equilibri de poders dels diferents estats d'Europa, i per fer-ho es va recórrer a la fórmula de l'estat nació i el reconeixement internacional de certa tolerància política i religiosa en el desenvolupament intern de cada estat. Mitjançant aquest tractat s'acaba amb l'antic ordre dels estats feudals, controlats i privatitzats per un títol nobiliari, que no mantenia cap correlació amb fronteres, nacions, pobles, correlacions i es limitaven a una explotació medieval dels dominis. A partir d'aquí, es dona pas a organitzacions territorials i poblacionals definides al voltant d'un govern que reconeix els seus límits espacials, i per tant, de poder.

## Dissociació entre estat i nació
Les diferents escoles de ciència política defineixen de diverses maneres el concepte de l'estat nació, però en la majoria dels casos es reconeix que les nacions, grups humans identificats per característiques culturals, tendeixen a formar estats amb base a aquestes similituds. Cal anotar que sota aquesta òptica la nació és un agrupament humà, delimitat per les similituds culturals (llengua, religió) i físiques (tipologia). Un estat pot albergar a diverses nacions en el seu espai territorial i una nació pot estar dispersa a través de diversos estats. Però també es pot trobar el concepte d''"entitat nacional" aplicat als països on hi ha diversos grups ètnics o lingüístics, com és el cas de Suïssa que, formada per una federació de cantons, reuneix poblacions parlant quatre llengües oficials. No obstant això, comparteixen una identitat nacional, una història nacional i un heroi nacional, Guillem Tell, i la seva unitat es va veure reforçada per una opció política arran de la guerra de Sonderbund (1847) i de la constitució federal (1848), que va posar fi a l'anterior ordre confederal.
En qualsevol cas, hi ha diverses possibilitats:
- Una nació pot no tenir un estat. De fet, algunes nacions sense estat tenen un territori, una població i un sentit de la seva pròpia identitat, però no tenen una organització política que pugui garantir la seva plena sobirania. Tenen, en el millor dels casos, una autoritat territorial. Alguns exemples inclouen la població del Quebec que és reconeguda pel Canadà com a nació dins de l'estat canadenc, les poblacions berbers del nord d'Àfrica o la població catalana que actualment té l'estatus a Espanya d'"autonomia regional», tot i autoproclamar-se nació en el seu estatut d'autonomia, i tindre una història que anterior a la mateixa creació de l'Estat espanyol.
- Un estat pot englobar diverses nacions. Aquest va ser el cas de l'Imperi Austrohongarès, o el cas actual del Regne Unit, amb quatre nacions constituents: anglesa, gal·lesa, escocesa i irlandesa del nord.
- Una nació pot incloure diversos grups ètnics. Aquest és avui el cas de Turquia, que només admet al seu sòl una nació turca formada per diferents ètnies (turcs, albanesos, àrabs, bosnians, kurds, lazes, gitanos, etc.).[14] Les reivindicacions de les minories nacionals, com les dels kurds, són reprimides. També seria el cas d'Espanya, on les minories nacionals tampoc són reconegudes.
- Un estat es pot crear sense una veritable base nacional, per exemple com a successor d'un districte administratiu d'un antic imperi colonial desmantellat, però amb la voluntat de constituir una nació unificada en el marc de les seves fronteres. És el cas, per exemple, de determinats estats de l'Àfrica contemporània.

## Abans de l'Estat nació
A Europa, durant el segle xviii, els estats clàssics eren els imperis multiètnics, l'Imperi Austríac, el Regne de França, el Regne d'Hongria, l'Imperi Rus, l'Imperi Portuguès, l'Imperi Espanyol, l'Imperi Otomà, l'Imperi Britànic i nacions més petites. Aquests imperis multiètnics eren monarquies absolutes governades per un rei, emperador o sultà, la població pertanyia a molts grups ètnics, i es parlaven diverses llengües. Tot i això, l'imperi estava dominat per un grup ètnic, i la seva llengua era normalment la llengua de l'administració pública. La dinastia governant era generalment, però no sempre, d'aquest grup.

Mapa ètnic de l'Imperi austrohongarès, dissolt el 1918

Aquest tipus d'estat no és específicament europeu: aquests imperis existien a Àsia, Àfrica i Amèrica. Les dinasties xineses, com la dinastia Tang, la dinastia Ming i la dinastia Qing, eren tots règims multiètnics governats per un grup ètnic dominant, els turcs, els han-xinesos i els manxús, respectivament. Al món musulmà, immediatament després de la mort de Mahoma l'any 632, es van establir califats, estats islàmics sota el lideratge d'un successor polític-religiós del profeta islàmic Mahoma. Aquestes entitats polítiques es van convertir en imperis transnacionals multiètnics.
Alguns estats europeus petits no eren diversos ètnicament, però i és estats dinàstics, governats per una casa reial, el seu territori podria expandir-se mitjançant matrimonis reials o fusionar-se amb un altre estat quan la dinastia es fusionés. En alguns llocs, especialment l'Alemanya, existien unitats territorials molt petites. Eren reconeguts pels seus veïns com a independents, i tenien el seu propi govern i lleis. Alguns eren governats per prínceps o altres governants hereditaris, alguns eren governats per bisbes o abats. Com que eren tan petits, però, no tenien una llengua o cultura separades: els habitants compartien la llengua de la regió circumdant.
En el cas europeu, alguns estats van ser simplement enderrocats per aixecaments nacionalistes al segle xix. Les idees liberals del lliure comerç van tenir un paper en la unificació alemanya, que va ser precedida per una unió duanera, la Zollverein. Tanmateix, la guerra austro-prussiana, i les aliances alemanyes en la guerra francoprussiana, van ser determinants en la unificació. L'imperi austrohongarès i l'Imperi Otomà es van trencar després de la Primera Guerra Mundial, i l'imperi rus es va convertir en la Unió Soviètica després de la guerra civil russa.
Alguns dels estats més petits van sobreviure: els principats independents de Liechtenstein, Andorra, Mònaco i la república de San Marino. La Ciutat del Vaticà és un cas especial. Tots els Estats Pontificis més grans, excepte el mateix Vaticà, van ser ocupats i absorbits per Itàlia el 1870. La qüestió romana resultant es va resoldre amb l'ascens de l'estat modern sota els tractats del Laterà de 1929 entre Itàlia i la Santa Seu.

## L'Estat modern
El progrés de l'estat modern, no va consistir només en un desplaçament de les velles institucions, sinó la seva destrucció, creant un ordre social nou (liberal, burgès i capitalista), en eliminar les velles formes estamentals d'origen feudal de l'Antic Règim mitjançant un triple procés revolucionari: Revolució liberal, Revolució burgesa i Revolució Industrial. No obstant això, el procés està lluny de ser una revolució instantània, perquè tot i que es van produir periòdicament esclats revolucionaris (Guerra dels Vuitanta anys, Revolució anglesa, Revolució americana, Revolució Francesa, Revolució de 1820, Revolució de 1830, Revolució de 1848), com procés de llarga durada el que es va produir va ser una lenta evolució i transformació de les monarquies feudals. Primer es van transformar en monarquies autoritàries i després a monarquies absolutes, que durant l'Antic Règim van ser conformant la personalitat de nacions i estats basant-se en aliances territorials i socials canviants de la monarquia; tant d'unes monarquies amb altres com de cada monarquia en el seu interior: socialment amb l'ascendent burgesia i amb els estaments privilegiats, i espacialment amb el manteniment o vulneració dels privilegis territorials i locals (furs). L'estat nació sorgeix cap a l'any 1648 amb el Tractat de Westfàlia, i les institucions polítiques d'aquesta entitat es desenvolupen fins a la maduració el 1789 amb la Revolució Francesa amb models d'agrupació al voltant d'una autoritat central. La primera plasmació política textual d'aquest procés intel·lectual van ser els textos de la Revolució Americana: la Declaració d'Independència dels Estats Units (4 de juliol de 1776) i la Constitució dels Estats Units del 1787.

### Primavera de les nacions

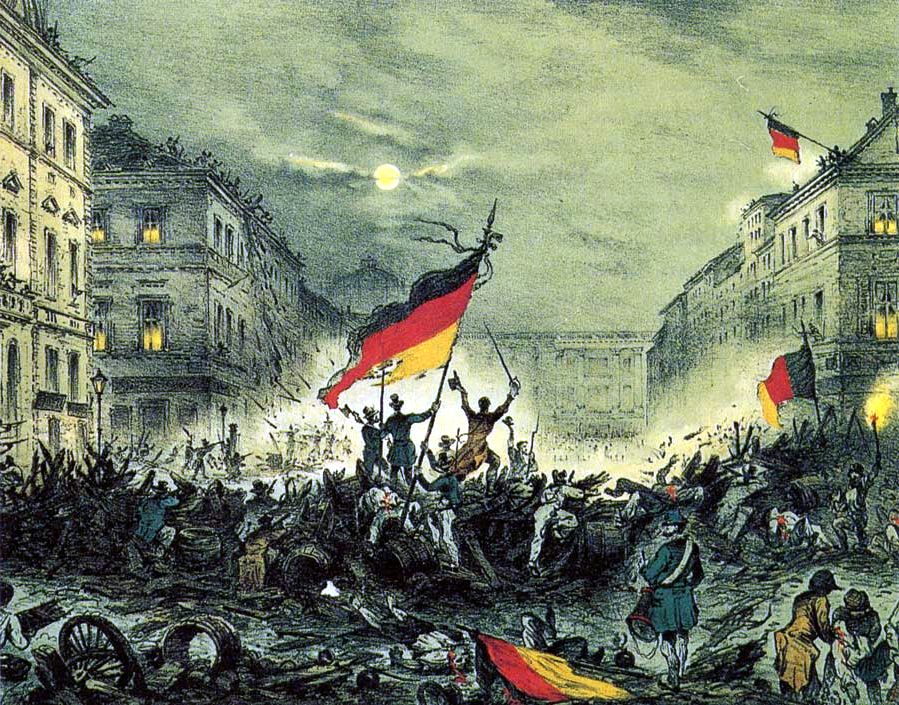
Revolució de març de 1848 a Berlín

A Europa, després de la Revolució de 1848 («Primavera dels pobles»), es van establir els «estats nació» un darrere l'altre. Per exemple, l'Imperi Alemany i el Regne d'Itàlia van ser estats nació nascuts per un moviment d'unificació, i a la Península Balcànica, el Regne de Sèrbia, el Principat de Montenegro, el Regne de Romania i el Principat de Bulgària a arrel de la independència de l'Imperi Otomà. També a Espanya hi ha un desig nacionalitzador, segons expresà l'Antonio Alcalà Galiano.
En el sistema nacional modern, la sobirania recau en el poble, que al mateix temps està obligat a pagar impostos, fer el servei militar i educar-se. La formació de l'estat nació sovint es descriu com un "esdeveniment de desitjos" per a les persones interessades. No obstant això, a molts estats nació hi ha una diversitat social i ètnica que forçada a la uniformització pot causar incidents històricament greus.

## Desenvolupament de l'estat nació
La distinció entre Estat i Nació pot diferir segons els països i les èpoques. Es considera dos processos que duen a la creació d'un estat nació:
1. En alguns països (com a Suïssa o Alemanya) els ciutadans es reconeixen de la mateixa nació, manifesten la voluntat de conviure, i la nació precedeix l'Estat.[21] El ciutadà modela nacionalment l'estat, atès que els individus que comparteixen una identitat nacional creen un estat (state-building). La consigna implícita seria que «cada nació tingui el seu propi estat». Exemples d'aquest tipus, són la unificació alemanya i la unificació italiana del segle xix.[22] Pel que fa a l'Alemanya, cal indicar l'acceleració causada per en Bismarck, atés que l'actual Estat alemany va ser fruit d'una política unionista deliberada d'aquest que va intentar, i va aconseguir, reunir sota la bandera de Prússia un mosaic d'estats independents, que compartien llengües germàniques, per tal d'augmentar el seu poder militar, polític i econòmic.
2. L'estat preexistent construeix la nació (en anglès, nation-building) sobre la base de les característiques de l'ètnia dominant, com ara l'idioma i tradicions, i en detriment d'altres ètnies esdevingudes minories nacionals. Els estats impulsen la construcció de la nació i un sentiment nacionalista a través d'instruments estatals —com l'educació pública, el servei militar, l'església oficial o la burocràcia— destinats a modelar nacionalment al ciutadà i homogeneïtzar la identitat col·lectiva amb diversos atributs diferenciadors. En alguns casos també s'empra la violència, com ara amb netejes ètniques i/o genocidis culturals. La idea implícita és que «cada estat ha de comptar amb la seva pròpia nació». Exemples d'aquest procés els trobem a Espanya, França, Turquia, la Xina, o diversos estats descolonitzats.

En la creació d'una nació a partir d'un estat, les elits de l'Estat empren les seves estructures per modelar als ciutadans, promovent la cultura, història, i valors de l'ètnia dominant vers les altres. Això comporta una biopolítica d'assimilació, folklorització, i àdhuc el genocidi cultural de les minories nacionals, i en el pitjor dels casos fins i tot la neteja ètnica o el genocidi.
La creació de l'estat a partir d'una nació, ha seguit un patró força constant històricament. Primerament, recupera i recrea la llengua nacional, que depura d'influències d'altres llengües. Busquen i publiquen documents i obres literàries escrites en aquesta llengua, especialment aquelles més antigues. Paral·lelament, fan una recerca històrica per proporcionar arguments històrics a les reivindicacions. Adopten símbols oficials, com ara himnes i banderes. Recuperen el folklore i qualsevol manifestació cultural que pugui servir de testimoni de la identitat nacional. Finalment, el moviment reclama sobirania nacional, encara que pot formar part d'un estat multinacional amb certa autonomia, la seva aspiració és la independència de qualsevol autoritat aliena.

### Les minories nacionals
La desviació més òbvia de l'ideal d'"una nació, un estat" és la presència de minories, especialment minories ètniques/culturals que difereixen de l'ètnia dominant/majoritària, i en la majoria de casos hi ha una idea clara que les minories són diferents del grup considerat nacional. Els gitanos i els jueus poden ser exemples històrics de grups que s'han assenyalat com a forasters.
Les accions vers les minories dins dels estats nació han anat des de l'assimilació cultural obligada a l'expulsió, persecució, violència i àdhuc l'extermini. Les polítiques d'assimilació solen ser aplicades per l'estat, però la violència contra les minories no sempre és iniciada per aquest, pot produir-se en forma de violència popular com ara linxaments o pogroms. En aquest sentit, els estats nació són responsables d'alguns dels pitjors exemples històrics de violència contra minories nacionals
La majoria dels estats nació tenen lleis que, sobre el paper, protegeixen els drets de les minories, però no són tant els estats nació que accepten veritablement minories nacionals com a part del conjunt de la nació. Els sòrabs a l'Alemanya n'és un exemple: durant segles han viscut en estats de parla alemanya, envoltats d'una població d'ètnia alemanya molt més nombrosa, i no tenen cap altre territori històric. Actualment se'ls considera generalment part de la nació alemanya i són acceptats com a tals per la República Federal d'Alemanya, que garanteix constitucionalment els seus drets culturals. Dels milers de minories ètniques i culturals dels estats nacionals de tot el món, només unes poques tenen aquest nivell d'acceptació i protecció.

### Irredemptisme

La Gran Alemanya, el 1943

En principi, la frontera d'un estat nació hauria d'incloure tota la pàtria i/o tots els membres de la nació. Però sovint, alguns d'ells viuen sempre al "costat equivocat" de la frontera, i part de la pàtria nacional també pot ser-hi, governada per la nació "equivocada".
La resposta a la no inclusió del territori i la població pot adoptar la forma d'irredemptisme: la demanda d'annexionar el territori no redimït i incorporar-lo a l'estat nació. Tot i això, pot incloure reclamacions de territori on no hi viu cap membre d'aquesta nació en l'actualitat, perquè hi van viure en el passat, la llengua nacional es parla en aquella regió, la cultura nacional hi ha influït, la unitat geogràfica amb el territori existent, o una gran varietat d'altres raons. Sovint s'hi impliquen greuges passats, que poden provocar revanxisme.
Alhora, a vegades és difícil distingir l'irredemptisme del pannacionalisme, atès que ambdós afirmen que tots els membres d'una nació ètnica i cultural pertanyen a un estat específic.

## Exemples d'estats

### Bèlgica
Bèlgica és un exemple clàssic d'estat que no és un estat nació. L'estat es va formar per secessió del Regne Unit dels Països Baixos l' any 1830, la neutralitat i integritat del qual van ser protegides pel Tractat de Londres de 1839 ; així va servir d'estat amortidor després de les guerres napoleòniques entre les potències europees França, Prússia (després de 1871 l'Imperi alemany) i el Regne Unit fins a la Primera Guerra Mundial, quan la seva neutralitat va ser trencada pels alemanys. Actualment, Bèlgica es divideix entre els flamencs al nord, la població de parla francesa al sud i la població de parla alemanya a l'est. La població flamenca al nord parla holandès, la població valona al sud parla francès o, a l'est de la província de Lieja, alemany. La població de Brussel·les parla francès o holandès.
La identitat flamenca també és cultural, i hi ha un fort moviment separatista propugnat pels partits polítics, el dretà Vlaams Belang i el Nieuw-Vlaamse Alliantie. La identitat valona francòfona de Bèlgica és lingüísticament diferent i regionalista. També hi ha el nacionalisme belga unitari, diverses versions d'un ideal dels Països Baixos i una comunitat de parla alemanya de Bèlgica annexada d'Alemanya el 1920 i reannexionada per Alemanya el 1940-1944. Tanmateix, aquestes ideologies són totes molt marginals i políticament insignificants durant les eleccions.

### Espanya
Si les monarquies antigues sovint reunien diferents regnes/territoris/ètnies sota una mateixa corona, en els estats nació moderns les elits polítiques cerquen la uniformitat de la població, donant lloc al nacionalisme d'estat. En el cas d'Espanya, si mirem molt enere, potser per compartir veïnat amb Al-Andalus, sembla haver una percepció primerenca d'ètnia/fe/territori compartits en l'època altmedieval, segons documenta la Crònica de Muntaner la proposta del rei Castellà vers els altres reis cristians peninsulars: "... si aquests quatre Reis d'Espanya que va nomenar, que són d'una sola carn i sang, es mantenen junts, poc cal que tinguin por de tots els altres poders del món..." Passats els segles, després de la unió dinàstica dels Reis catòlics, la Monarquia espanyola regnava sobre diferents regnes, cadascun amb les seves particularitats culturals, lingüístiques i polítiques, i els reis havien de jurar els Furs de cada territori davant de les respectives Corts. Conformant-se l'Imperi espanyol, en aquesta època la Monarquia hispànica tingué la seva màxima expansió territorial.

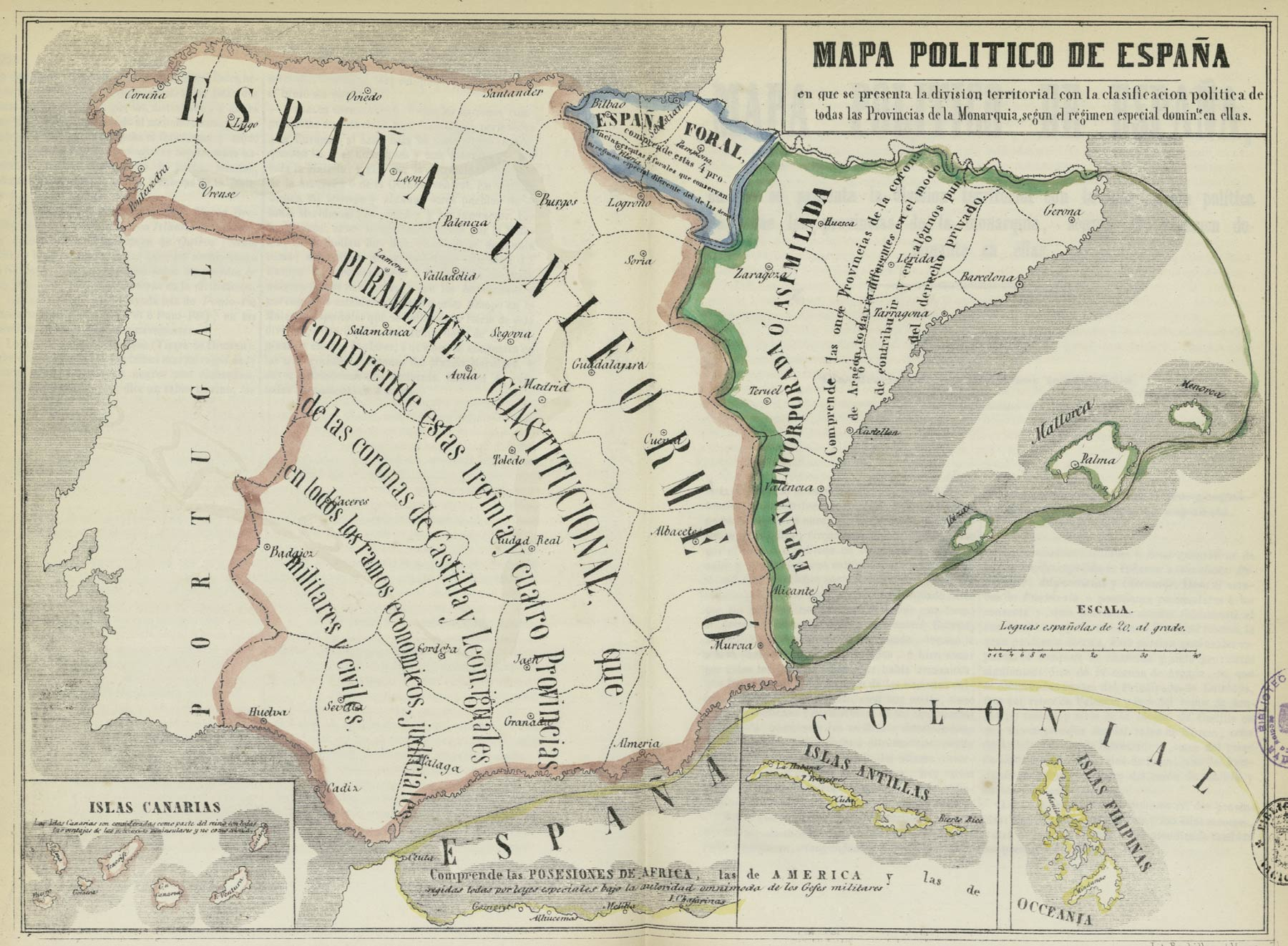
Mapa polític d'Espanya l'any 1850

Després de la Guerra de successió, partint del pòsit polític del Comte-duc d'Olivares i l'absolutisme d'en Felip V, l'assimilació de la Corona d'Aragó per la Corona castellana mitjançant els Decrets de Nova planta fou el primer pas en la creació de l'estat nació espanyol. Com altres estats europeus contemporanis, la unió política és el primer pas en la creació de l'estat nació espanyol, en aquest cas no sobre una base ètnica uniforme, sinó mitjançant la imposició de les característiques polítiques i culturals de l'ètnia dominant, en aquest cas la castellana, sobre les de les altres ètnies, esdevingues minories nacionals a assimilar. De fet, des de la unificació política del 1714, les polítiques d'assimilació espanyoles vers els territoris catalanoparlants (Catalunya, País Valencià, les Illes, i part d'Aragó) i altres minories nacionals són una constant històrica.
Es comença amb instruccions secretes als corregidors del territori català: "Pondrá el mayor cuydado en introducir la lengua castellana, a cuyo fin dará las providencias más templadas y disimuladas para que se consiga el efecto, sin que se note el cuydado", i a partir d'aquí les accions, discretes o agressives, són continuades, i arriben fins al darrer detall, com ara, el 1799, la Reial cèdula que prohibeix "representar, cantar y bailar piezas que no fuesen en idioma castellano". Aquestes polítiques nacionalistes, a vegades molt agressives, i encara actives, han sigut i encara són la llavor dels reiterats conflictes territorials dins l'Estat.
Tot i que la història oficial espanyola descriu una decadència "natural" de la llengua catalana i creixent substitució pel castellà entre els segles XVI a XIX, especialment a les classes cultes, una enquesta d'usos lingüístics del 1807, encarregada per Napoleó, indica que excepte als tribunals reials el castellà és absent de la vida quotidiana. S'indica que el català “se enseña en las escolas, se imprimeix y se parla, no sols ente lo baix poble, si que també entre las personas de primera calitat, així en tertulias, com en visitas y congressos”, indicant que es parla a tot arreu “a excepcio dels tribunals reals". També indica que el català es parla a més “en lo Regno de Valencia, en las islas de Mallorca, Menorca, Ibissa, Sardeña, Corcega y molta part de Sicilia, en la Vall d’Aran i Cerdaña”.
El procés nacionalitzador s'accelerà el s. XIX. Per un costat apareix el nacionalisme espanyol, el moviment social, polític i ideològic que intenta conformar una identitat nacional espanyola basat en una matriu castellana, en enfrontament a altres nacions històriques de l'Estat. Per un altre costat, va ser molt important la influència de les Corts de Càdis, en que es dibuixà una Espanya radial a imitació de França. Un model politic que prosseguí tot i els canvis de règim: a part del projecte de divisió provincial establert a Càdis, el 1822 es derogà el Dret Penal Català, el 1825 s'establí arreu d'Espanya l'ensenyament uniforme en castellà, el 1829 es publicà el codi de comerç espanyol, a imitació del francès, anul·lant el Dret mercantil català i el Llibre del Consolat del Mar, el 1834 es crea el Tribunal Suprem a Madrid, el 1837 va ser el darrer cop que s'encunyà moneda catalana, el 1845 es suprimí el Cadastre, que venia a ser una mena de concert econòmic, i s'imposaren els tributs generals, el 1845 s'imposaren els consums i les quintes, i el 1862 la nova llei del Notariat prohibí les escriptures públiques en català.

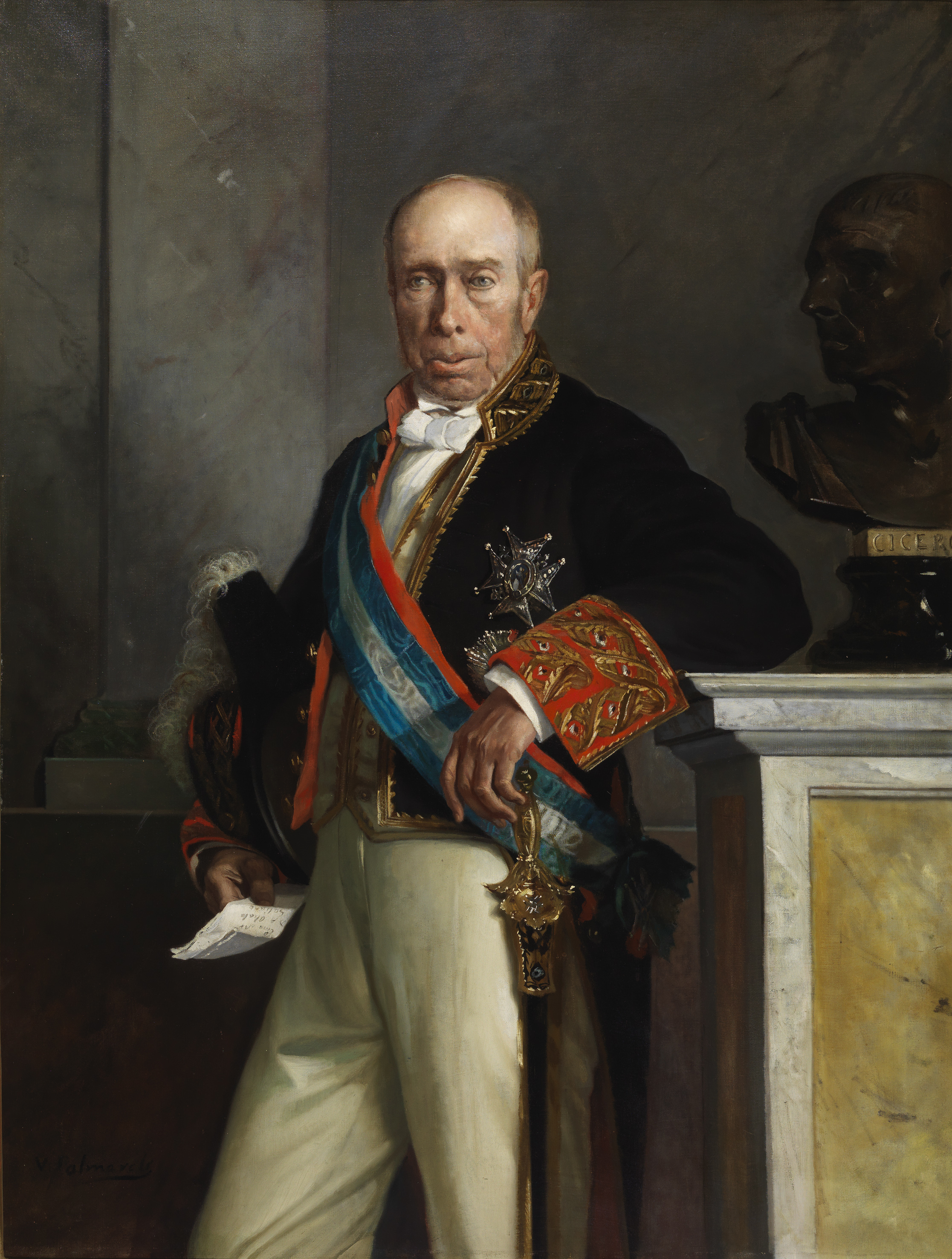
Antonio Alcalá Galiano

Tot i això, els polítics de l'època eren conscients que tot i les polítiques agressives dutes fins aquell moment, no existia la "nació espanyola" uniforme i monocultural, com ho indicava el 1835 l'Antonio Alcalà Galiano, quan a les Cortes del Estatuto Real defensava
«fer de la nació espanyola una nació, que ni ho es ni ho ha sigut fins ara»
Atés que el nucli de les nacions pivota en quatre eixos, són els que el nacionalisme espanyol ataca:
- La història, construint una història a mida de la nova nació (Vegeu també: nacionalisme espanyol)
- La cultura, sobre la base cultural de l'ètnia castellana
- La llengua, monolíngüe castellana, en que les altres llengües s'accepten només com a folklorismes o en l'àmbit domèstic.[45]
- Autogovern i autonomia financera, les elits espanyoles en definitiva cerquen el poder.[41]

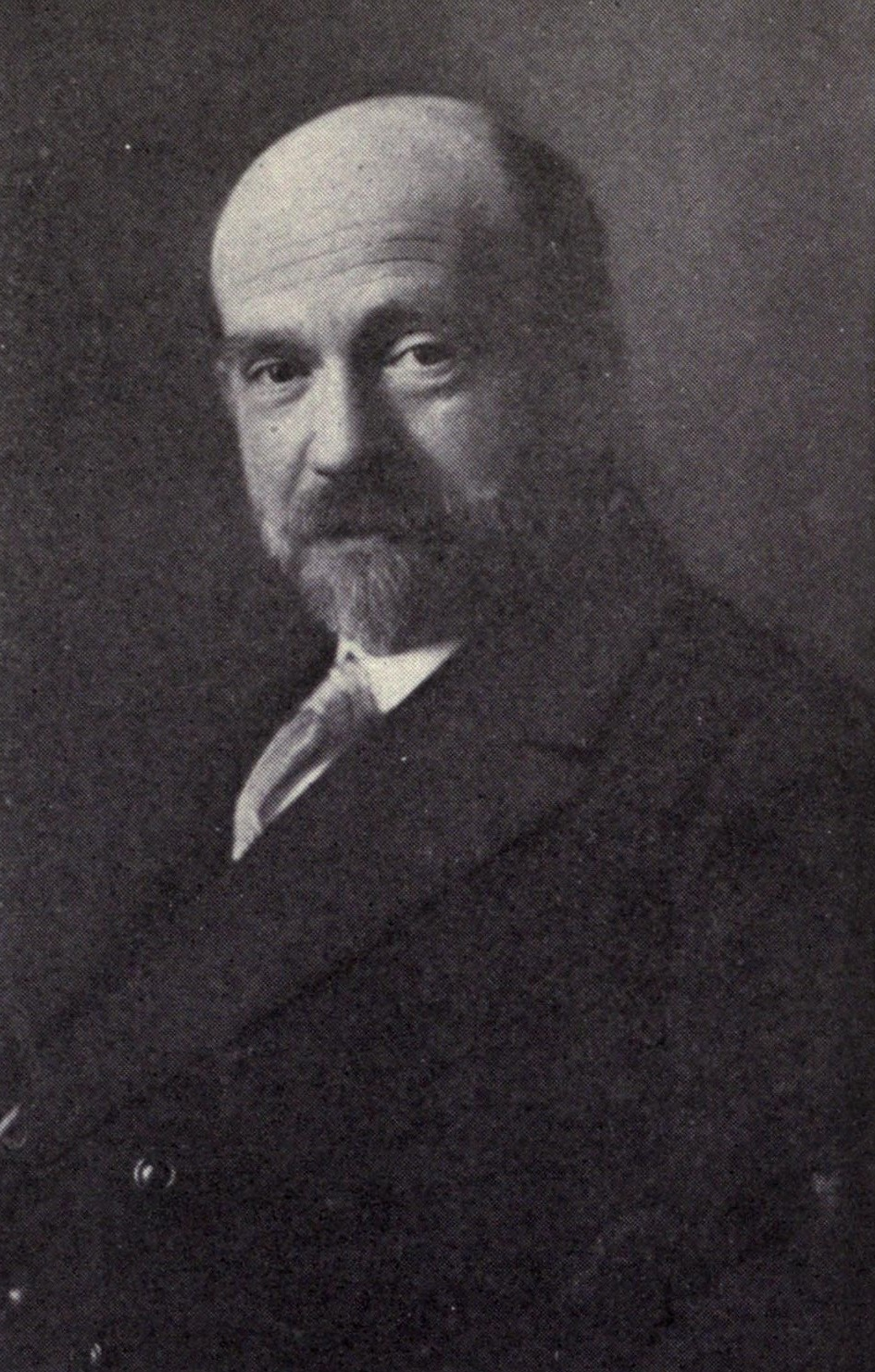
Pío Baroja

El 1906 es fundà el partit catalanista Solidaritat catalana per intentar mitigar el tracte extractiu econòmicament i vexatiu culturalment de l'estat espanyol vers els catalans. Una de les respostes del nacionalisme espanyol provingué de l'estament militar amb afirmacions com la de la publicació La Correspondencia militar: "El problema catalán no se resuelve, pues, por la libertad, sino con la restricción; no con paliativos y pactos, sino por el hierro y por el fuego". Una altra provingué d'importants intel·lectuals espanyols, com el Pio Baroja o el Blasco Ibáñez, titllant als catalans de "jueus", considerat un greu insult en aquella època en què el racisme agafava força.

Altrament, construir la nació (com a França, és l'estat qui crea la nació i no el procés contrari) és un pensament que les elits espanyoles repeteixen constantment, i, per exemple, cent anys després que Alcalá Galiano, el podem trobar també en boca del feixista José Pemartín, admirant les polítiques modeladores alemanya i italiana:
«Existeix un íntim i decisiu dualisme, tant en el feixisme italià com en el nacional-socialisme alemany. D'una banda se senti la doctrina hegeliana de l'absolutisme de l'Estat. L'Estat origina a la Nació, educa i forma la mentalitat de l'individu; és, segons l'expressió de Mussolini, l'ànima de l'ànima»
I es torna a trobar dos-cents anys després, de boca del socialista Josep Borrell:
La història moderna d´Espanya és una història desafortunada que va fer que no consolidem un Estat modern. Els independentistes pensen que la nació fa l'Estat. Jo penso el contrari. L'Estat fa la nació. Un Estat fort, que imposa la seva llengua, cultura, educació.
El tombant del segle xix al XX i la primera meitat del s. XX han sigut els de més violència ètnica, coincidint amb el racisme que àdhuc arribà a identificar els estats amb races, en el cas espanyol amb una suposada raça espanyola sublimada en la castellana, de la que les minories nacionals eren formes degenerades de la primera a les que calia depurar. Fins i tot hi ha propostes públiques de r epressió del conjunt de Catalunya, i àdhuc d'extermini dels catalans, com la del murcià Juan Pujol, Cap de Premsa i Propaganda de la Junta de Defensa Nacional, a La Voz de España, o la del Queipo de Llano, en al·locució radiofònica, l'any 1936, entre d'altres.

En aquest sentit, es pot esmentar-se la possible influència del nacionalisme espanyol en la crida a atacar indistintament a jueus i catalans al pogrom del 1919, durant la Setmana tràgica argentina, en considerar als catalans com d'ètnia semítica.

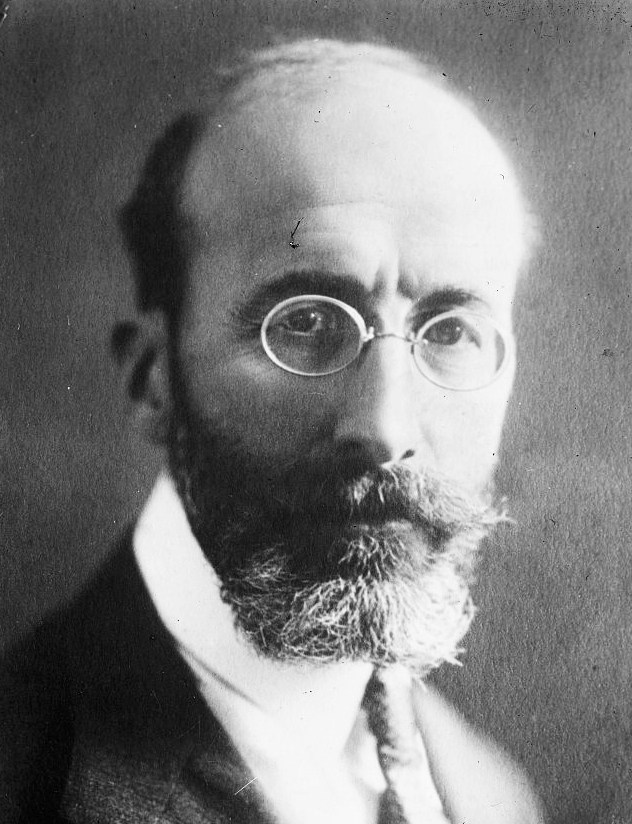
Ramón Menéndez Pidal

Per un altre costat, també, es poden trobar discursos d'extrangerització dels catalanoparalants, com ara, per exemple, un article titulat «Cataluña bilingüe», del Menéndez Pidal, on defensa el decret Romanones contra la llengua catalana, publicat a El Imparcial, el 15 de desembre de 1902:
«… allí veuran que les Corts de la Confederació catalanoaragonesa mai van tenir per llengua oficial el català; que els reis d'Aragó, fins i tot els de dinastia catalana, empraven el català només a Catalunya, i usaven l'espanyol no només en les Corts d'Aragó, sinó que les relacions exteriors, el mateix amb Castella o Navarra, que amb els reis infidels de Granada, d'Àfrica o d'Àsia, perquè fins i tot en els dies de més importància de Catalunya l'espanyol s'imposava com a llengua del regne aragonès i el català es reservava per als assumptes peculiars del comtat català...»
o l'article «Los Catalanes. A las Cortes Constituyentes», aparegut a diversos diaris, entre altres: El Dia d’Alacant, el 23 de juny de 1931, a El Porvenir Castellano i al Noticiero de Soria, el 2 de juliol de 1931, a l'Heraldo de Almeria el 4 de juny del 1931, remés per el «Comité pro-justicia», amb apartat de correus a Madrid:
"Els catalanistes han declarat recentment que ells no són espanyols, ni volen ser-ho, ni poden ser-ho. També fa ja temps que diuen que són un poble oprimit, esclavitzat, explotat. S'imposa fer-los justícia... Que tornin a Fenícia o que vagin on vulguin admetre'ls. Quan les tribus catalanes van veure a Espanya i es van instal·lar en el territori espanyol que avui ocupen les províncies de Barcelona, Girona, Lleida i Tarragona, que poc s'imaginaven que en elles anava a repetir-se el cas de l'esclavatge de les tribus d'Israel a Egipte!... Respectem la seva santíssima voluntat. Són eterns inadaptables... La seva cobardia i el seu egoisme no els deixen lloc per a la fraternitat... Així doncs, proposem a les Corts Constituents l'expulsió dels catalanistes...Ets lliure! La República t'obre de bat a bat les portes d'Espanya, la teva presó. Marxa't. Fora d'aquí. Torna a Fenícia, o ves-te on vulguis, que gran és el món..."
Durant la guerra civil, aquest racisme nacionalista fou sublimat per diversos científics franquistes, com ara l'Antonio Vallejo-Nájera:
«...va rebre la raça elements paràsits hebreus i àrabs, que van continuar adherits a ella, malgrat l'exili de jueus i moriscs. Avui com durant la Reconquesta, lluitem els hispans-romans-gots contra els jueus-moriscs. El tronc racial pur contra l'espuri...»
El principal cavall de batalla del nacionalisme espanyol són les llengues no castellanes, que al llarg dels darrers tres-cents anys s'han intentat substituir pel castellà amb centenars de lleis i disposicions, però també amb accions de gran violència, com ara durant la guerra civil. Per exemple, es poden recollir les declaracions del Queipo de Llano a l’article subtitulat «Contra Cataluña, la Israel del món modern», publicat al Diario Palentino el 26 de novembre de 1936, on deixa caure que a Amèrica consideren els catalans com «una raça d'hebreus, perquè es valen dels mateixos procediments que realitzen els hebreus en totes les nacions del Globus». Y considerant als catalans com a hebreus i tenint en compte el seu antisemitisme "La nostra lluita no és una guerra civil, sinó una guerra per la civilització occidental contra el món jueu", no es fa estrany que aquest mateix militar expressés clarament les seves intencions anticatalanes: «Quan la guerra hagi acabat, Pompeu Fabra i les seves obres seran arrossegats per les Rambles» No era parlar per parlar, atès que en arribar a Barcelona els sollevats assaltaren casa seva, llençaren la seva enorme biblioteca al carrer i li calaren foc. En Fabra havia fugit a l'exili poc abans.
Una altra mostra de l'agressivitat feixista vers la llengua catalana l'assenyala en Paul Preston a "L'Holocaust espanyol", atès que durant la guerra civil pràcticament es derivà a un conficte ètnic:
“Els dies posteriors a l’ocupació de Lleida (…) els presoners republicans identificats com a catalans eren executats sense judici. Qui fos que sentissin parlar en català era molt possible que acabés arrestat. La brutalitat arbitrària de la repressió anticatalana va arribar a tal punt que Franco mateix va haver d’emetre una ordre disposant que s'havien d’evitar els errors que més tard es poguessin lamentar” (pàg. 459)
"Hi ha exemples de l’assassinat de pagesos no per cap més raó aparent que la de parlar català" (pàg. 463)

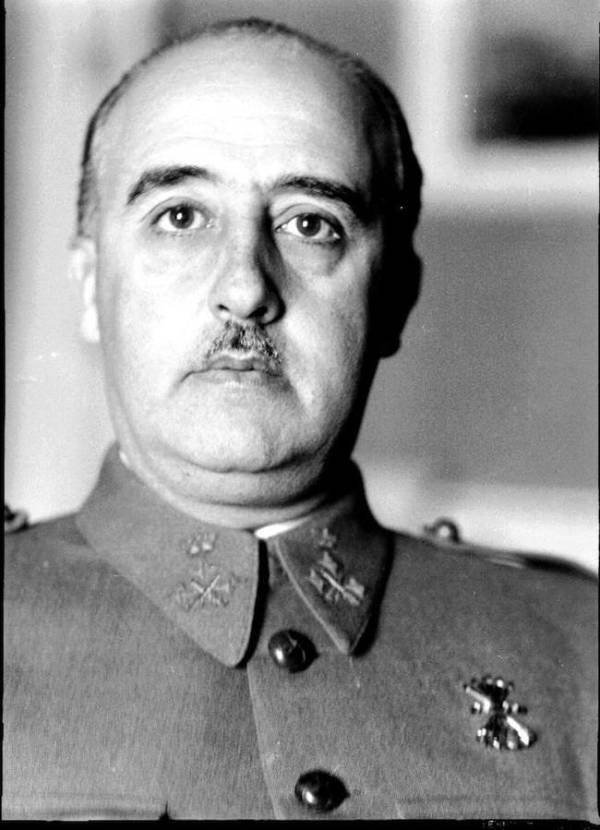
Francisco Franco

Després d'un possible intent de netega ètnica, la imposició biopolítica del castellà durant la dictadura franquista, fins al punt de considerar-se un intent de genocidi cultural, la democràcia consolidà un règim asimètric de bilingüisme, en el que progressivament s'ha teixit una teranyina de lleis i ajuds que priviligien el castellà respecte el català, que esdevé la llengua feble del bilingüisme, i per tant, en absència d'altres estats on es parli, és sentenciat a la desaparició a mitjà o curt termini. En la mateixa linea, s'impedeix l'ús al Congrés espanyol, i s'impedeix que sigui oficial a Europa, a diferència de llengües menys parlades com ara el gaèlic. En altres àmbits institucionals, com ara la justícia, Plataforma per la Llengua ha denunciat catalanofòbia. Les associacions Sobirania i Justícia i Drets també ho han denunciat en un acte al Parlament Europeu.
El novembre del 2005 Òmnium Cultural organitzà una trobada d'intel·lectuals catalans i madrilenys al Círculo de Bellas Artes per mostrar el suport a un nou estatut d'autonomia català que pretenia solucionar les tensions territorials, i entre altres coses, protegir millor la llengua catalana. Pel costat català es fletà un vol xarter amb un centenar de representants del món cultural, cívic, intel·lectual, artístic i esportiu de Catalunya, però pel costat espanyol, excepte Santiago Carrillo, polític provinent de la Segona República Espanyola no acudí ningu més. El fracàs de la Estatut d'Autonomia de Catalunya de 2006 que impulsà el president de la Generalitat, Pasqual Maragall respecte els seus objectius, que pretenia obrir una pagina nova, positiva i constructiva, tant de la historia de Catalunya como de la historia d'Espanya, obrí la porta al Procés independentista català.

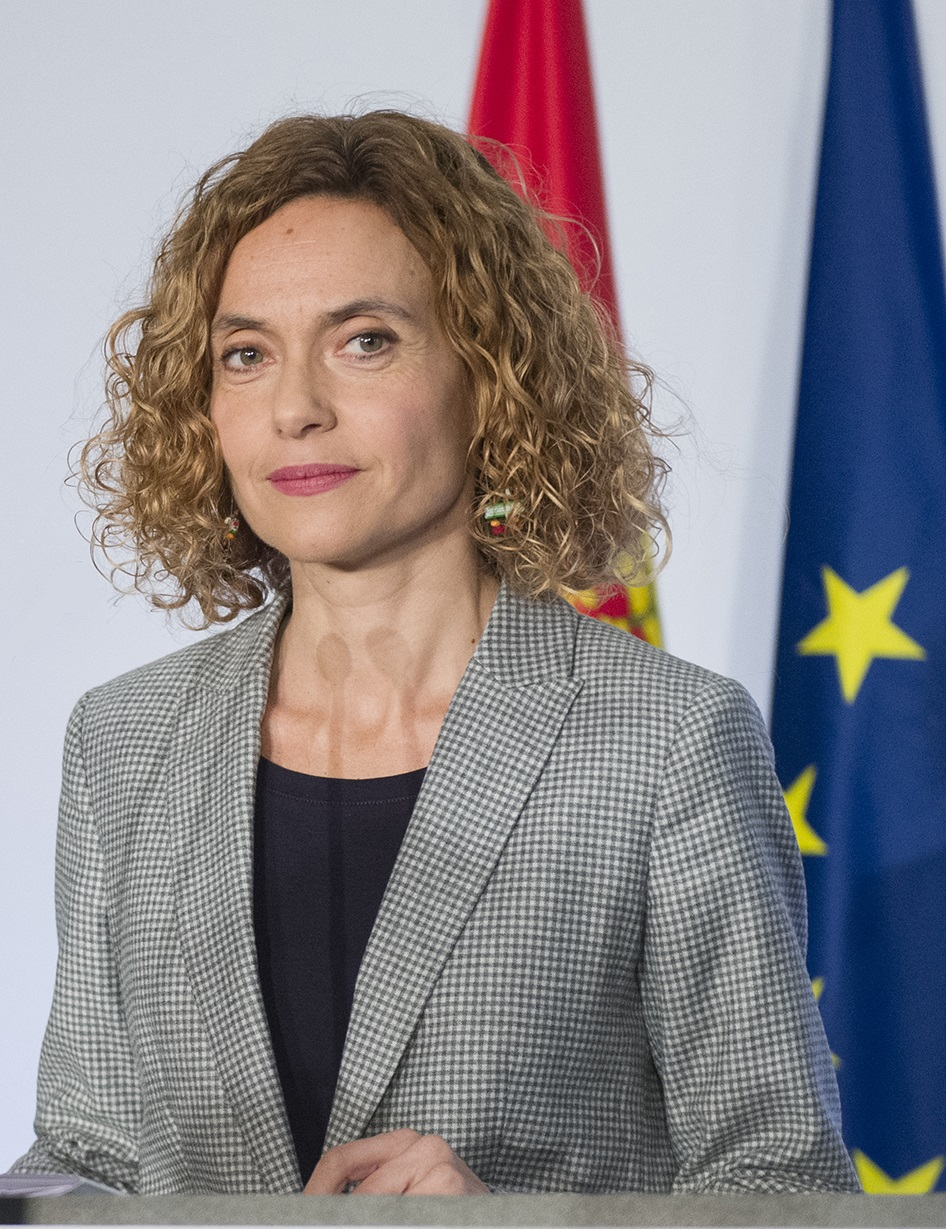
Meritxell Batet

A part de discriminacions lingüístiques per part de funcionaris públics, p.e. als hospitals, la prohibició fins al setembre de 2023 (47 anys després de la mort de Franco) d'emprar la llengua catalana a les institucions de l'Estat, com ara el Congreso, tot i ser l'antiga Corona d'Aragó, amb tres territoris catalanoparlants, un dels cofundadors de l'actual estat espanyol, no és més que la continuació de l'estrangerització dels catalanoparlants del primer terç del s.XX, en ple auge del racisme d'estat i el feixisme. També es pot assenyalar el secessionisme lingüístic, originàriament propugnat per l'ultra dreta espanyola i que ha acabat adoptat pel mateix govern espanyol i els organismes de l'estat. Fragmentant el català en tantes llengues com territoris, se'l fa inoperatiu, se l'asfixia econòmicament, i se'l converteix en una joguina política en mans dels polítics territorials.
Susceptible de ser classificada com a democràcia ètnica, actualment l’Estat espanyol només reconeix com a minoria nacional els gitanos, i n’exclou a catalans (i per descomptat valencians i illencs), bascos i gallecs. Tot i això, és una evidència per a qualsevol observador extern que existeixen diversitats socials a l'Estat espanyol que responen a diverses categories de minoria nacional, com ara l'existència de minories lingüístiques a territoris ancestrals, per exemple. Hi ha autors que apunten que la construcció de l'estat nació espanyol (i per tant la destrucció de les cultures no castellanes) és una política d'estat activa al marge dels règims polítics i color dels governs.

### Israel
Israel es va fundar com a estat jueu el 1948. Les seves "Lleis bàsiques " el descriuen com un estat jueu i democràtic. La Llei bàsica: Israel com a estat nació del poble jueu (2018) especifica explícitament la naturalesa de l'estat d'Israel com a estat nació del poble jueu. Segons l'Oficina Central d'Estadística d'Israel, el 75,7% de la població d'Israel són jueus. Els àrabs, que representen el 20,4% de la població, són la minoria ètnica més gran d'Israel. Israel també té comunitats molt petites d'armenis, circassis, assiris, samaritans. També hi ha alguns cònjuges no jueus de jueus israelians. No obstant això, aquestes comunitats són molt reduïdes, i solen comptar només entre centenars o milers.
El 19 de juliol de 2018, la Knesset, en una votació de 62 a 55, va adoptar una llei que defineix Israel com l'estat nació del poble jueu.

### Pakistan
Pakistan, tot i ser un país ètnicament divers i oficialment una federació, és considerat com un estat nació a causa de la seva base ideològica sobre la qual se li va donar la independència de l'Índia britànica com una nació separada. Els diferents grups ètnics del Pakistan estan fortament vinculats per la seva identitat musulmana comuna, valors culturals i socials comuns, patrimoni històric comú, una llengua franca nacional (urdú) i interessos polítics, estratègics i econòmics conjunts.

### Regne Unit
El Regne Unit és un exemple inusual d'estat nació a causa dels seus "països dins d'un país". Està format per la unió d'Anglaterra, Escòcia, Gal·les i Irlanda del Nord, però és un estat unitari format inicialment per la fusió de dos regnes independents, el Regne d'Anglaterra (que ja incloïa Gal·les) i el Regne d'Escòcia. El Tractat d'unió (1707) que estableix els termes acordats ha assegurat la continuació de les característiques diferents de cada estat, incloent sistemes legals separats i esglésies nacionals separades.
El 2003, el govern britànic va descriure el Regne Unit com "països dins d'un país". Mentre que l'Oficina Nacional d'Estadística i altres descriuen el Regne Unit com un "estat nacional", altres, inclòs un llavors primer ministre, el descriuen com un "estat multinacional", ] i el terme Home Nations s'empra per descriure les quatre seleccions nacionals que representen les quatre nacions del Regne Unit (Anglaterra, Irlanda del Nord, Escòcia, Gal·les). Alguns s'hi refereixen com un "Estat Unió".
Hi ha hagut un debat acadèmic sobre si el Regne Unit es pot dissoldre legalment, ja que està reconegut internacionalment com un únic estat nació. El jurista anglès AV Dicey va escriure des d'una perspectiva jurídica anglesa que la qüestió es basa en si la legislació que va donar lloc a la unió (la Union with Scotland Act), una de les dues legislacions que van crear l'estat, es pot derogar.